# Ignác Arnož
Ignác Zdeněk Sidonius Jan Arnož, latinsky Ignatius Arnoz, něm. Zdenko Johann Arnož (1. dubna 1885 Děčín-Podmokly, Rakousko-Uhersko – 26. února 1950 Bulawayo, Zimbabwe, Afrika), byl česko-německý katolický biskup-misionář působící v Apoštolském vikariátu Bulawayo v Jižní Rhodesii (dnešní Zimbabwe) a titulární biskup busirisský (Busiris – zaniklá diecéze v Dolním Egyptě).

## Život

### Studium
Byl pátým a posledním dítětem v česko-německé rodině Johanna Arnošta, jehož jméno bylo podle dodatečného matričního zápisu z listopadu 1898 přepsáno na Arnož. Jeho matka byla Terezie, rozená Křížková. Na Ignácově výchově měla podíl i starší sestra Emilie Anna, narozená v roce 1878, která jej přežila. Dva nejstarší sourozence nikdy nepoznal, protože zemřeli v kojeneckém věku před jeho narozením. Byli jimi Johanna Marie († 1874) a Adolf Otto († 1876). Dalšího staršího bratra Otto Adolfa (* 1876) mohl sice poznat, ale ten zemřel v mladém věku v roce 1892. Úmrtní list neuvádí příčinu jeho úmrtí. Zdeněk Sidonius se narodil v Děčíně-Podmoklech (něm. Bodenbach) v domě na dnešní adrese U Ovčince 548/11, ve vesnici Kröglitz čp. 3 (později Chrást, dnes Děčín VI). V školním roce 1905/1906 Zdeněk Sidonius dokončil s výborným prospěchem biskupské gymnázium v Bohosudově (tehdy Mariashein). Zde jej silně ovlivnili jezuitští učitelé. Pro dobré studijní výsledky a píli dostal doporučení od litoměřického biskupa Emanuela Jan Křtitele Schöbela ke studiu filozofie a teologie na Pontifico Collegio Boemo v Římě. Studium v Římě bylo pětileté intenzivní a náročné, a během něho nebylo možné, aby o prázdninách studenti navštívili své rodiče. Litoměřická diecéze posílala do Říma ročně jednoho až dva studenty ročně. Financovala jejich pobyt a studium. Během jeho studia bylo v Římě osm bohoslovců z litoměřické diecéze. S několika z nich Arnože pak pojilo celoživotní přátelství. Na kněze byl vysvěcen 25. července 1910 ve věku 25 let kardinálem Benedetto Lorenzellim. Ve studiu Arnož pokračoval ještě rok a obhájil doktorát teologie, který mu byl pak udělen 21. června 1911. Následně se vrátil do vlasti.
Jako kněz působil od roku 1911 ve farnosti v Jablonci nad Nisou jako kaplan a v období od 13. října 1918 do 1. března 1919 jako dočasný správce farnosti (administrator intercalaris). V době, kdy byl studentem, byl v roce 1908 odveden k pěšímu pluku 36. Ze studijních důvodů mu však byl udělen odklad vojenské služby. S přijetím kněžského svěcení v roce 1911 byl zařazen do náhradní zálohy Okresního doplňovacího velitelství Turnov. Za I. světové války však mobilizován nebyl a zůstal pouze jako záloha.

### Misijní povolání
Během deseti let, kdy působil v kněžské službě v Jablonci nad Nisou, nejen posílil své organizační schopnosti, ale také se prohloubil i jeho zájem o misijní činnost církve. Dlouhodobě se zajímal o činnost Kongregace mariannhillských misionářů (lat. Congregatio Missionarium de Mariannhill), známé jako něm. Mariannhiller Missionare (zkratka za jménem: C.M.M.), která působila v jižní Africe. Arnože zajímaly zprávy o snaze této kongregace vybudovat misie v povodí Zambezi, které byly publikované v misijním časopise Vergissmeinnicht (česky Pomněnka). Blízký mu byl zvláště příklad krajana z litoměřické diecéze Ignátia Adalberta Krauspenhaara, který pocházel z Ústí nad Labem. Ten se stal misionářem a lékařem v Triashillu v Jižní Rhodesii. Když se v roce 1919 dočetl o smrti tohoto misionáře, rozhodl se pokračovat v tomto jeho nedokončeném misijním díle. Vyžádal si svolení litoměřického biskupa Josefa Grosse a v červenci 1920 vstoupil do noviciátu mariannhillských misionářů v St. Paul v Holandsku. Zde přijal i řeholní jméno Ignatius (česky Ignác) po zemřelém rodákovi Krauspenhaarovi.
Do jižní Afriky se vydal z Holandska po všech náležitých přípravách v únoru 1922. Do Mariannhillu připutoval 29. března 1922, a když dostal povolení, přesunul se v červenci 1922 do Triashillu. Jedním z jeho prvních úkolů bylo obnovení misijní stanice St. Benedikt v roce 1923 a udržení Triashillu. I když v této oblasti působil jen krátce, zasadil se o chod malé nemocnice s misijním lékařem a budování učitelského ústavu. Ten byl v jeho době jediným katolickým učitelským ústavem v celé Rhodesii. Následně se kongregace mariannhillských misionářů rozhodla využít jeho organizačních schopností a pedagogických zkušeností a pověřila ho výchovou kleriků nejprve v Semináři Pia X. (Seminarium Pii Decimi) v Mariathal v Natalu. Do této funkce nastoupil v lednu 1926 a současně byl rektorem a misionářem této stanice. V roce 1929 byl povolán řídit nově otevřený kněžský seminář ve Würzburgu. Ve věku 44 let patři mezi nejschopnější misionáře a organizátory, kterými kongregace disponovala. Když se změnila společenská situace v Rhodesii, kongregace jej v roce 1930 povolala nazpět do Afriky.

### Misijní situace v jižní Africe
Mariannhillská kongregace od roku 1909 totiž soupeřila s jezuitským řádem o teritoriální rozdělení duchovní správy na rhodéském území. Jezuité zde totiž působil dlouhodobě a nárokovali si území na základě dekretu papeže Lva XIII. z 16. února 1879, který zřízení Misie Zambezi plně svěřil do rukou Tovaryřstva Ježíšova. Přestože jezuité nebyli svým počtem ani zdaleka pokrýt území, které jim bylo svěřeno, nesli nelibě vstup na „své území“ od jiných řádů. Již v 80. letech 19. století se jezuitům podařilo získat souhlas a pozemky na stavbu misijní stanice v Barotselandu (dnes území v západní části Zambie). Zde Tovaryšstvo Ježíšovo po delších jednání s králem Lobengulou vybudovalo farnost a školu v Empandeni, která leží asi 130 km od Bulawayo. Později se jezuité usadili i v samotném Bulawayo. Stalo se tak na konci 19. století v období expanze britského koloniálního podnikatele a politika Cecila Rhodes, podle něhož pak bylo území pojmenováno Rhodesií. V Bulawayo jezuité postavili malou kapli, která se ve 21. století nachází mezi Hlavní ulicí a 10. Avenue. Dále založili školu sv. George a v roce 1903 položili základní kámen kostela Immaculate Conception, který se posléze stal katedrálou. Jezuité se pokoušeli následovat Rhodesovu expanzivní politiku směrem do vnitrozemí, ale nebyli úspěšní, protože v tomto ohledu je předešli právě mariannhillští misionáři, kteří se usadili v roce 1909 v Salisbury. Ačkoliv oba církevní řády konaly podobnou misijní činnost, v průběhu prvních desetiletí 20. století mezi nimi narůstala vzájemná rivalita, kterou ovšem ráda využívala i místní vláda. V ní totiž převládal názor, že země nepotřebuje místní vzdělané duchovní ani rozsáhlou síť škol a vzdělávacích institucí. Veškerá misijní aktivita pak stejně byla na bedrech misionářů z Evropy a Ameriky, kteří zde odváděli mimořádnou práci v obtížných podmínkách. Mnoho z těchto misionářů pak umíralo na malárii a tropické choroby, protože lékařská péče byla v celé oblasti nedostatečná.

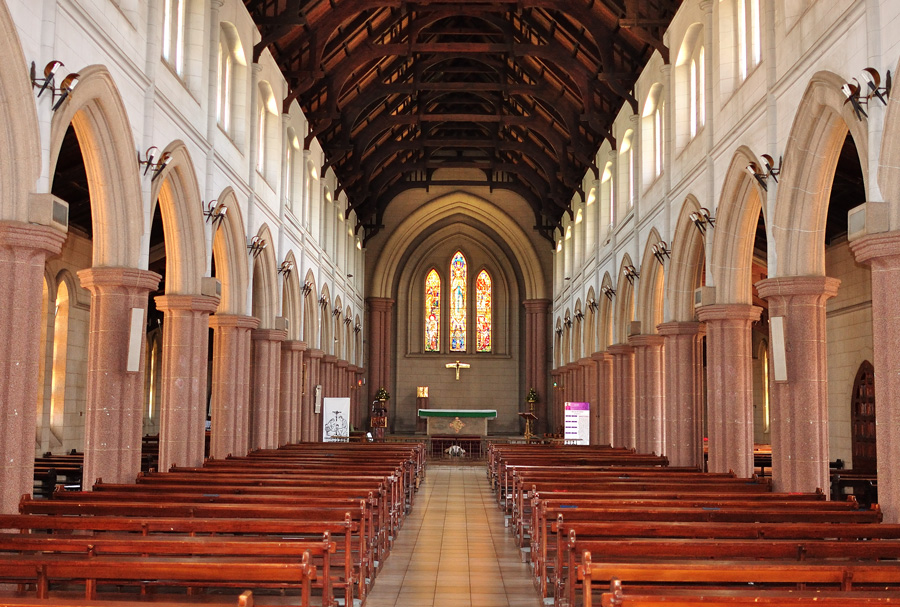
Interiér katedrály Neposkvrněného početí Panny Marie v Bulawayo

Misie v Bulawayo se rozvíjela slibně a částečně nezávisle, přesto však zůstávala i nadále součástí územně rozsáhlé Misie Zambezi. Ta pokrývala v podstatě území dnešní Zambie, Zimbabwe, severní Botswany a dotýkala se i okrajových území Angoly a Mosambiku. To vše bylo svěřeno jezuitům, kteří však nemohli zabránit aktivitám dalších církevních řádů, přičemž mariannhillský byl pouze jeden z nich. Oblast jižní Afriky však z křesťanského hlediska byla oblastí, kde působili hlavně protestanti. Řád mariannhillských misionářů z Natalu vykazoval houževnatost a vitalitu zvláště proto, že z převážně německy mluvících zemí byl do něho neustálý nábor kleriků, a že tito byli ochotni komunikovat v místních jazycích. Na rozdíl od jezuitů byli úspěšnější v zakládání misií v centru Jižní Rhodesie, v oblastech obývaných Shony (Šona), kteří komunikují v šonštině. Protože se vzrůstajícím počtem misií bylo obtížné řídit celou velmi Misii Zambezi, v roce 1927 z ní byla vyčleněna Apoštolská prefektura Broken Hill (angl. Apostolic Prefecture of Broken Hill), která pokrývala území Severní Rhodesie a působili v ní především polští jezuité. Jižní Rhodesie byla začleněna do samostatné salisburské prefektury (angl. Salisbury Prefecture). Toto rozdělení však ještě více zvýraznilo napětí mezi jezuity a mariannhillskými misionáři. Jezuité pak iniciovali jednání o teritoriálním vymezení působnosti obou řádů a výměně misií. V roce 1929 se dohodli na rozdělení vlivu v Jižní Rhodesii podle linie užívání dvou hlavních a naprosto nezávislých jazyků. Byla to šonština a ndebelština. Došlo k výměně misií. V roce 1930 jezuité přesunuli své aktivity do Mašonska a to včetně Salisbury, kde dříve působili mariannhillští misionáři, kteří se naopak přesunuli zpět do Matabelska, kde dříve byli jezuité. První misie, kterou takto mariannhillští misionáři oficiálně převzali bylo v květnu 1930 Empandeni. O měsíc později přešla do rukou mariannhillského řádu misie v Bulawayo. Byla vyňata z pravomoci salisburské prefektury a ustanovena samostatnou správní jednotkou (misie sui iuris) a od 1. května 1930 vedena pod názvem Bulawayo mission.

### Představený v Bulawayo
Do Bulawayo byl Arnož povolán již na počátku předávacího procesu v březnu 1930. Měl dohlížet a spoluorganizovat přesun řádových bratří a movitého majetku. Dále měl přebírat závazky jménem řádu přímo v Bulawayo. Zároveň se staral o vytyčení hranic nové misie, která zahrnovala i část severního Bečuánska. Zde také přikoupil pozemky na zřízení misie v Tati. Ověřoval stav budov, vybavení nemocnic a škol, a to včetně místního personálu. Tuto enormní administrativní práci zvládl během jediného roku. 27. dubna 1931 ve věku 46 let byl jmenován představeným (superior) misie a 11. listopadu 1932 byl ustanoven prefektem v Bulawayo. Původní misie v Bulawayo byla povýšena římskou kongregací De propaganda fide na apoštolský vikariát. To vyžadovalo, aby v čele tohoto vikariátu stanul biskup. Když volba padla na něho, stal se nejmladším biskupem v celém jihoafrickém regionu. Jmenován byl 13. dubna 1937 ve věku 52 let. Biskupské svěcení bylo naplánováno, aby se uskutečnilo v litoměřické diecézi, odkud pocházel. Byl mu udělen titul podle zaniklé diecéze Busiris v Dolním Egyptě a o jeho vysvěcení v katedrále sv. Štěpána v litoměřicích byl oficiálně požádán biskup Antonín Alois Weber (1877–1948). Biskup Weber jako absolvent České koleje v Římě byl podporovatelem misijního díla katolické církve tuto poctu rád přijal a za spolusvětitele si pozval oba pražské světící biskupy Jana Remigera a Antonína Eltschknera.

### Biskupské svěcení v Litoměřicích

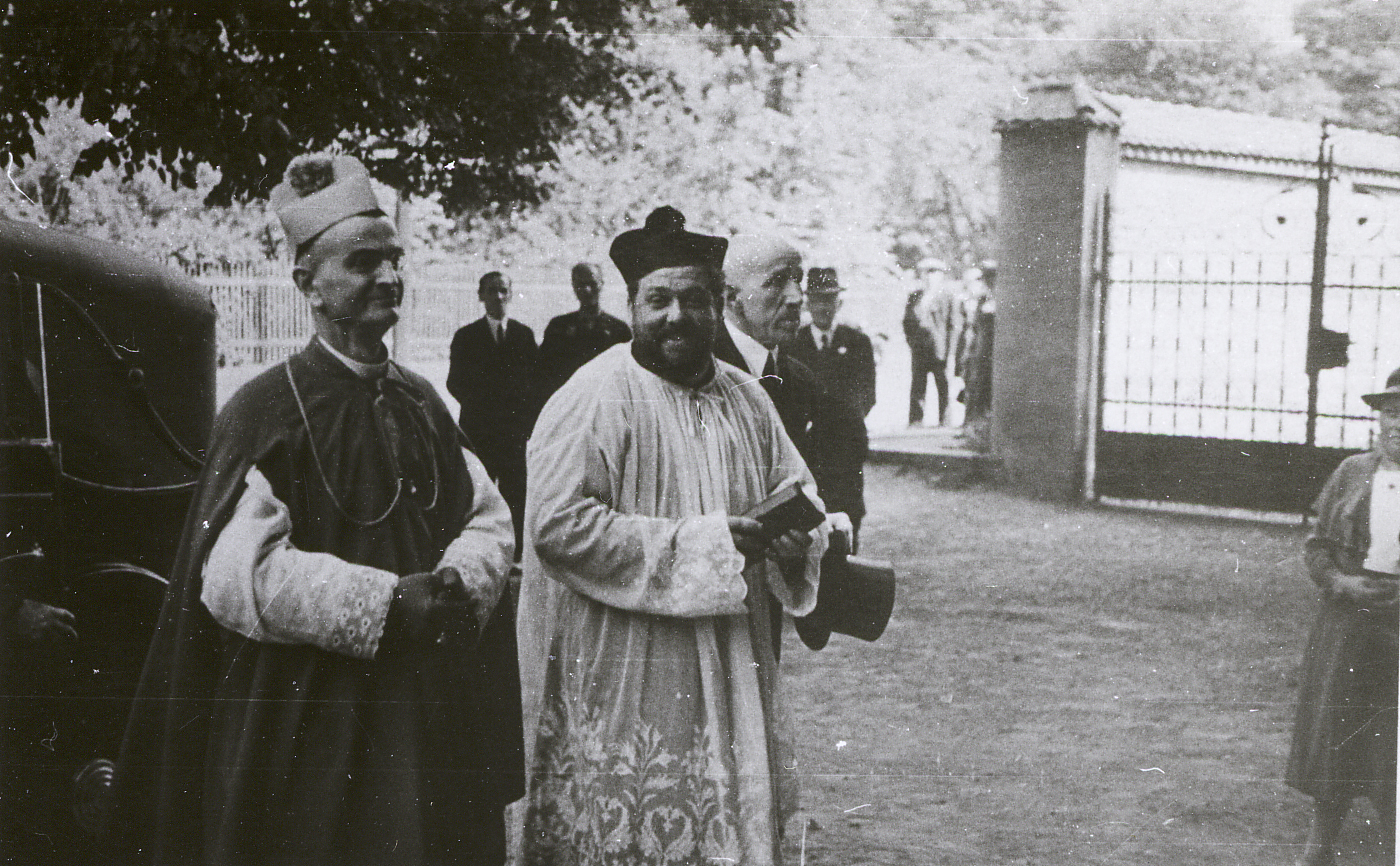
Arnožův příjezd do Litoměřic na svěcení v roce 1937

Do Litoměřic Arnož přicestoval v doprovodu dvou mariannhillských kněží, jeden z nich byl Joseph Kammerlechner. Slavnostního aktu svěcení 30. května 1937 se zúčastnila i jeho sestra Anna, provdaná Přibíková, a další příbuzní. Pobyt v Litoměřicích mu umožnil obnovit staré přátelské kontakty a navázat také nové. Událost biskupského svěcení zachytil také dobový tisk, který připomněl, že se svěcení konalo v neděli za účasti okresního hejtmana Dr. Svobody, zástupců armády, státního zastupitelství, krajského soudu, škol a ostatních úřadů. Ze šlechticů byli přítomni Alois P. Löwenstein z Boru u Tachova a František Antonín Thun-Hohenstein z Jílového, přítomni byli i zástupci tisku. Po návratu z Evropy pak udržoval korespondenci nejen s kardinálem Beranem, který byl jeho blízkým přítelem z doby římských studií, ale zajímaly ho i názory litoměřického biskupa Webera, a zajímal ho vývoj v jeho rodné diecézi. Čilou korespondenci udržoval i se svým rodným městem, kde žila jeho sestra Anna, a také Harry Mitrovský, kterému často psával.

### Biskup v Bulawayo
Když se vrátil do jižní Afriky přes Kapské město cestou do Bulawayo, zastavil se na železniční stanici Plumtree, kde jej vyzvedl kněz a pozdější pro-vikář P. Andreas Bausenwein a P. Urban. Autem jej odvezli do Empandeni, která byla nejstarší misijní stanicí celého vikariátu. Dále cestou navštívil i druhou misii Embakwe. Byl zvyklý udržovat široké sociální kontakty a své příznivce, zvláště v počátcích své kariéry, informoval podrobnými popisy své činnosti v již zmiňovaném časopise Vergissmeinnicht (Pomněnka). Při svém předchozím kněžském působení se soustředil na budování zázemí pro výuku místních děvčat v Empandii. Když se stal biskupem v Bulawayo, pustil se do vybudování moderního domu pro zdravotní sestry, které do Bulawayo přivedl. Pustil se do přebudování kostela Immaculate Conception do podoby katedrály, která byla později přejmenována na St. Mary Cathedral. Dále se soustředil na rozšíření misijních stanic tím, že přizval další misionáře a postaral se o výchovu místního kněžského dorostu. V souvislosti s vypuknutím II. světové války byla v roce 1939 Misie Bulawayo finančně a personálně odříznuta od domovské základny v Jižní Africe. Území Rhodesie bylo pod anglickým vlivem, zatímco misionáři byli německého původu. Nebyli sice umístěni do vazby, jako se tomu stalo za I. světové války, ale byli místní vládou považováni za potencionální nepřátele. Misie nebyla nijak podporována, a to ani finančně ani příchodem nových kněží. Když válka skončila a nastal relativní klid, Arnož se věnoval nesčetným cestam po nově rozšířených misijních stanicích. Začaly se však u něho projevovat vážné zdravotní problémy způsobené dlouhodobým pobytem v Africe. V lednu 1950 se tedy rozhodl pro abdikaci s tím, že vyčká na svého nástupce. Osobně se sice necítil tak vážně nemocný, ale chtěl vidět ještě svou rodinu a setkat se svými přáteli. Přijal ještě pozvání na misii v Livingstone, ze které si však od Zambezi přivezl nejtěžší formu malárie. Po několika dnech po návratu z Livingstone v neděli 26. února 1950, poté, co mu jeho zpovědník P. Sixtus Impler CMM udělil poslední pomazání, v Bulawayo zemřel ve věku nedožitých 65 let. Knězem byl přes 39 let a biskupem přes 12 let. Tělesné ostatky biskupa Arnože byly autem převzeny do 120 km vzdálené misijní stanice Empandeni, kde byly pohřbeny. Pohřební obřady vykonal biskup z Kimberley za přítomnosti mariannhillských misionářů, misijních sester Drahocenné Krve a asi tisícovky domorodých křesťanů.

### Rodné město a Empandeni
V souvislosti s připravovanou výstavou v Oblastním muzeu v Děčíně podnikly v září 2021 afrikanistka Marie Imbrová a fotografka Ilona Rosenkrancová soukromou cestu do Bulawayo. Zde byly 17. září 2021 přijaty jako delegace místním arcibiskupem Alexem Kaliyanilem, SVD. Arcibiskup Kaliyanil, v jehož pracovně se nachází vzpomínková destička s nápisem Ignatius (Zdenek Jan) Arnoz, děčínským cestovatelkám zprostředkoval návštěvu misie v Empandeni. Zde se jich ujal domorodý farář z místní farnosti Fr. Albert Msimanga a jeho asistent Fr. Moses Maseko, kteří je provedli celým misijním areálem a doprovodili je k hrobu podmokelského rodáka Ignáce Arnože. Ten se nachází na hřbitově vpravo vedle ústředního kříže. Zde Marie Imbrová položila na hrob vzpomínkový malovaný kamínek z Děčína. Zároveň dostala souhlas odebrat z biskupova hrobu tři kamínky pro Oblastní muzeum v Děčíně. 19. září 2021 byly obě cestovatelky pozvány arcibiskupem Kaliyanilem na slavnostní mši svatou k 8. výročí povýšení katedrály v Bulawayo na baziliku. Přítomný byl také apoštolský nuncius, arcibiskup Paolo Rudelli z Harare. Oba arcibiskupové projevili veliký zájem o dokumentaci činnosti svého předchůdce, biskupa Arnože, a zároveň vyjádřili přání užší spolupráce s jeho rodným městem.